# Ontario (Wisconsin)
Ontario – wieś w Stanach Zjednoczonych, w stanie Wisconsin, w hrabstwie Vernon.